# マーサ・サベジ
マーサ・ケイン・サベジ(Martha Kane Savage)はニュージーランドの地質学者。2018年時点で、ヴィクトリア大学ウェリントン校の正教授である。

## 学術キャリア
スワースモア大学 を卒業後、1987年に博士論文  'Spectral properties of Hawaiian microearthquakes : source, site, and attenuation effects'  によって ウィスコンシン・マディソン大学より博士の学位を授与され、ヴィクトリア大学ウェリントン校に勤務し、正教授に昇進した。
2013年にはニュージーランド王立アカデミーのフェロー、2015年にはアメリカ地球物理学連合フェローに選出された。 　フィールドワークの一環として、 南極で越冬したこともある。
2017年には、 王立アカデミーがニュージーランドの知への女性の貢献を称賛する「150人の女性を150語で(Royal Society Te Apārangi's "150 women in 150 words)」の1人としてサベジを選出した。
2020年、彼女はニュージーランド科学協会よりMarsden Medalを授与された。 受賞理由は 「マーサ・サベジ教授は、ニュージーランドと世界の科学コミュニティに卓越した貢献を行うのみならず、地震学、プレート・テクトニクスと火山学の分野において新規開拓的な研究を行った。そのパイオニア的な活動において、サベジ教授は地球表面のはるか下にある岩石のテクスチャ（地震波伝搬の異方性）を遠隔検出することで、プレート境界での現象に関するそれまでの研究と理解の方法を根本的に変えた。彼女の研究の中心は、わずかに異なる速度で伝搬する成分波に地震波を分割して得られる岩石テクスチャの観測であり、岩石テクスチャがいったん検出されると、それらによってプレートの動きとプレート内部の応力へのプレートの応答が明らかになることだった。またニュージーランドと米国西部における深部地殻の特性と過程に関する比較研究を主導し、地震波伝搬の異方性の時間変化と火山噴火の機序の関係を調べ、新しい観測アプローチと地震動データを解釈する新しい計算手法を開発した。彼女の研究は、ニュージーランドが世界に関連する地球物理学の手法および過程の理解に役立つ自然に恵まれた研究室であることを示した。さらに、サベジ教授は南極において越冬した2人目の女性としても道を切り開いた。彼女の南極での活動の中心はアムンゼン・スコット基地における宇宙線の観測であったが、彼女によれば、科学における人格および楽観的で助け合える関係性の重要さを学ぶ機会でもあった。サベジ教授はニュージーランドと世界の科学コミュニティに対し、審査委員・諮問委員・編集委員・メンターとして卓越した貢献を行っている。ニュージーランド王立ソサエティのフェローであるとともに、米国地球物理学連合フェローとして初めて選出されたニュージーランド人女性である」という内容である。

## 個人的生活
2017年、息子のケリーが日本の病院において10日間の身体拘束を受けた後に死亡した。以来、身体拘束を廃絶するための活動を継続している。

## 業績（一部）
- Savage, M. K. (1999). “Seismic anisotropy and mantle deformation: What have we learned from shear wave splitting?”. Reviews of Geophysics 37 (1):  65–106. Bibcode: 1999RvGeo..37...65S. doi:10.1029/98RG02075.
- Silver, Paul G.; Savage, Martha K. (1994). “The Interpretation of Shear-Wave Splitting Parameters in the Presence of Two Anisotropic Layers”. Geophysical Journal International 119 (3):  949–963. Bibcode: 1994GeoJI.119..949S. doi:10.1111/j.1365-246X.1994.tb04027.x.
- Savage, Martha Kane (1998). “Lower crustal anisotropy or dipping boundaries? Effects on receiver functions and a case study in New Zealand”. Journal of Geophysical Research: Solid Earth 103 (B7):  15069–15087. Bibcode: 1998JGR...10315069S. doi:10.1029/98JB00795.
- Anderson, John G., James N. Brune, John N. Louie, Yuehua Zeng, Martha Savage, Guang Yu, Qingbin Chen, and Diane dePolo. "Seismicity in the western Great Basin apparently triggered by the Landers, California, earthquake, 28 June 1992." Bulletin of the Seismological Society of America 84, no. 3 (1994): 863–891.
- Savage, Martha Kane; Silver, Paul G. (1993). “Mantle deformation and tectonics: Constraints from seismic anisotropy in the western United States”. Physics of the Earth and Planetary Interiors 78 (3–4):  207–227. Bibcode: 1993PEPI...78..207S. doi:10.1016/0031-9201(93)90156-4.

## 参考資料
1. 1 2  “Martha Savage - School of Geography, Environment and Earth Sciences - Victoria University of Wellington”. www.victoria.ac.nz. 2025年5月3日閲覧。
2. ↑  “View our current Fellows”. 2025年5月3日閲覧。
3. ↑  “Martha Savage”. 2025年5月3日閲覧。
4. ↑  “"You want to work with people who have good character." an Interview with Martha Savage”. 2025年5月3日閲覧。
5. ↑  “Martha Savage”. Royal Society Te Apārangi. 2021年5月11日閲覧。
6. ↑  “New Zealand Association of Scientists - Marsden Medal”. scientists.org.nz. 2025年5月3日閲覧。
7. ↑  “NZ woman asks Japan PM to end psychiatric restraints” (2018年11月17日). 2025年5月3日閲覧。
8. ↑  @tnichss, Tess Nichol Reporter, NZ Herald tess nichol@nzherald co nz (2018年5月13日). “'You never really get over it': One year since Kiwi man Kelly Savage died in Japanese psychiatric hospital”. 2025年5月3日閲覧。
9. ↑  “Family's campaign to stop 'inhumane' restraints on psychiatric patients in Japanese hospitals”. Stuff (2018年5月17日). 2025年5月3日閲覧。